# Adkins (Texas)
Adkins é uma comunidade não incorporada localizada no condado de Bexar, no estado norte-americano do Texas. Adkins recebeu este nome em homenagem a William Adkins Jones. Já em 1900, a região abrigava cerca de cem pessoas e continha duas igrejas e uma escola. No local há uma fábrica de cerveja, Cactus Land Brewing. 